# 주위안구

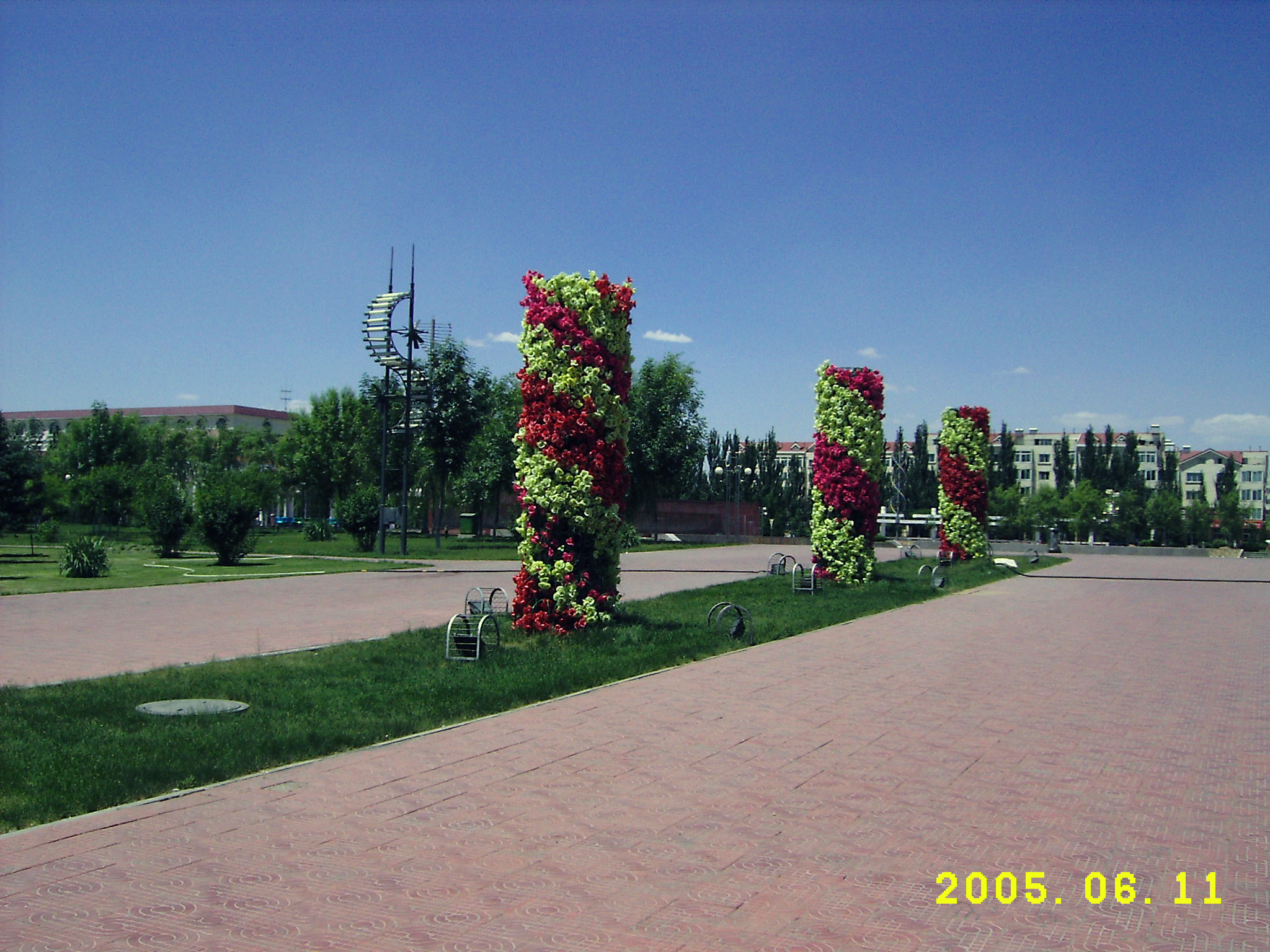

주위안구(한국어: 구원구, 중국어: 九原区, 병음: Jiǔyuán Qū)는 내몽골 자치구 바오터우 시의 현급 행정구역이다. 넓이는 1776km2이고, 인구는 2007년 기준으로 230,000명이다. 이곳은 여포가 태어난 곳이기도 하다.

## 기후
연평균 기온은 6.5°C이고 연평균 강수량은 310mm이다.

## 행정 구역
1개 가도, 5개 진, 1개 소목을 관할한다.
- 가도: 沙河街道.
- 진: 兴胜镇, 麻池镇, 哈林格尔镇, 哈业胡同镇, 沙尔沁镇.
- 소목: 阿嘎如泰苏木.